# Procter & Gamble
Procter & Gamble er en verdensomspændende virksomhed, der ejer kendte mærkevarer som Pantene, Pringles, Ariel, Gillette, Pampers, Head & Shoulders og Duracell. Virksomheden omsatte for $84,17 mia. (2013).
Virksomheden blev grundlagt i 1837 af partnerne William Procter og James Gamble, der var emigreret fra England. Partnerskabet er en tilfældighed, fordi begge kom sammen med søskendeparret Olivia og Elizabeth Norris. Det var søstrenes fader, der foreslog Procter og Gamble at etablere virksomheden. 
Siden er den vokset voldsomt og er i dag en af de større spillere på markedet.
Selskabet producerer fx barberskrabere og barberskum under mærket Gillette, vaskemiddel under Ariel, bleer under Pampers og batterier af mærket Duracell.